# Chilocorus bipustulatus
Chilocorus bipustulatus (tradițional buburuza de buruiană) este o specie de buburuză aparținând familiei Coccinellidae, subfamiliei Chilocorinae. 
Această specie poate fi găsită în marea parte a Europei, în estul ecozonei paleoarctice, în Orientul Apropiat și în Africa de Nord. 

## Caracteristici
Elitrele acestei mici buburuze au o culoare neagră și au aspect lucios, având două puncte roșii-portocalii pe fiecare dintre elitre (de aici cuvântul din bipustulatus, însemnând cu două puncte). Uneori apar trei puncte. 
Larva matură este de aproximativ 5 mm lungime și în timpul iernii se transformă în adulți. Adulții cresc până la 3-5 mm lungime și pot fi găsiți din mai până în octombrie. 

## Hrănire
Buburuza de buruiană se hrănește în mare parte cu afide și insecte mici din familiile Coccidae și Diaspididae (Saissetia oleae, Aspidiotus nerii, Chionaspis salicis, Chrysomphalus aonidum, Pseudaulacaspis pentagona, Planococcus citri, etc.). Prin urmare, această specie a fost introdusă la nivel mondial pentru controlul biologic al infestărilor.